# Season of love
「Season of love」（シーズン・オブ・ラブ）は、日本の歌手・倉木麻衣の楽曲。倉木の26枚目のCDシングルとして、2007年2月14日にGIZA studioからリリースされた。

## 概要
楽曲はテレビ朝日系列木曜ミステリー『新・京都迷宮案内』の主題歌。調はホ短調。ミュージック・ビデオでは手話が用いられているシーンがある。
リリース日がバレンタインデーであったことにちなんでハート型のフライヤーがCDショップで配布された。フライヤーには、携帯用待受ダウンロードと「Season of love」スポット映像が携帯で視聴出来るIDとパスワード記載されている。また、タワーレコード渋谷店にて『「Season of love」スペシャル店頭DAY』が開催され、倉木の直筆メッセージイラスト入りバレンタインパネルが展示され、店頭でスタッフからハート型フライヤーとミニチョコが先着で配布された。

## シングル収録曲
1. 「Season of love」 – (4:47)
  - 作詞: 倉木麻衣、作曲: 大野愛果、編曲: Cybersound
2. 「Season of love -Latin lover remix-」 – (5:22)
  - リミックス: ペリー・ゲイヤー、ミゲル・サ・ペソア
3. 「白い雪 -オルゴールバージョン-」  – (5:28)
  - 編曲: 池田大介

オルゴールのみのインスト曲。原曲がニ長調であるのに対し、変ロ長調に移調されている。
4. 「Season of love -instrumental-」(4:48)